# Coppa Italia di Serie B 2006-2007 (calcio a 5)
La Coppa Italia di Serie B 2006-2007 è stata la 9ª edizione della Coppa Italia di categoria. Ha preso il via il 16 settembre 2006, con l'anticipo del primo turno tra Azzurra Sant'Alfonso e Artema Castellamare, e si è conclusa il 27 febbraio 2007.

## Formula
Le 84 società iscritte al campionato di serie B sono state divise secondo il criterio di vicinorietà in 20 triangolari e 12 accoppiamenti. Nella prima fase, le società coinvolte nei triangolari si affrontano reciprocamente tra loro in un unico incontro; si qualifica al turno successivo la squadra prima classificata. Negli accoppiamenti, così come nelle fasi successive, le società si affrontano in incontri a eliminazione diretta articolate in andata e ritorno, il cui ordine di svolgimento è stato stabilito per sorteggio. Risulta qualificata la squadra che nelle due partite di andata e ritorno, ha ottenuto il miglior punteggio, ovvero, a parità di punteggio, la squadra che ha realizzato il maggior numero di reti. In questa fase il meccanismo di passaggio del turno prevede incontri a eliminazione diretta al termine dei quali, qualora sussistesse la condizione di parità, si disputeranno due tempi supplementari, ed eventualmente i tiri di rigore per determinare la vincitrice.

## Prima fase[2]

### Triangolari
La squadra che riposa nella prima giornata è stata determinata per sorteggio, così come la squadra che ha disputato la prima gara in trasferta. Nella seconda giornata riposa la squadra che ha vinto la prima gara o, in caso di parità, quella che ha disputato la prima gara in trasferta; nella terza giornata si svolge la gara fra le due squadre che non si sono incontrate in precedenza. Le squadre si affrontano reciprocamente tra loro in una gara unica; si qualificano alla fase successiva solamente le formazioni vincitrici del girone. Per determinare la squadra vincente si terrà conto nell'ordine: dei punti ottenuti negli incontri disputati; della migliore differenza reti; del maggior numero di reti segnate. Persistendo ulteriore parità, la vincente sarà determinata per sorteggio che sarà effettuato dalla Segreteria della Divisione Calcio a 5. La prima giornata si è tenuta il 19 settembre, la seconda il 26 settembre e la terza il 3 ottobre.

### Classifica

#### Triangolare 2
| Squadra          | P.ti | G | V | N | P | GF | GS | DR |
| ---------------- | ---- | - | - | - | - | -- | -- | -- |
| San Lorenzo DC   | 6    | 2 | 2 | 0 | 0 | 7  | 4  | +3 |
| Via San Vincenzo | 3    | 2 | 1 | 0 | 1 | 5  | 5  | 0  |
| Tigullio         | 0    | 2 | 0 | 0 | 2 | 4  | 7  | -3 |

| Squadra 1               | Risultato   | Squadra 2               |
| 1ª giornata             | 1ª giornata | 1ª giornata             |
| ----------------------- | ----------- | ----------------------- |
| Tigullio                | 2 - 3       | Via San Vincenzo        |
| 2ª giornata             |             |                         |
| San Lorenzo della Costa | 4 - 2       | Tigullio                |
| 3ª giornata             |             |                         |
| Via San Vincenzo        | 2 - 3       | San Lorenzo della Costa |

#### Triangolare 6
| Squadra    | P.ti | G | V | N | P | GF | GS | DR |
| ---------- | ---- | - | - | - | - | -- | -- | -- |
| Montecchio | 6    | 2 | 2 | 0 | 0 | 15 | 6  | +9 |
| Thiene     | 3    | 2 | 1 | 0 | 1 | 9  | 13 | -4 |
| Verona     | 0    | 2 | 0 | 0 | 2 | 4  | 9  | -5 |

| Squadra 1           | Risultato   | Squadra 2           |
| 1ª giornata         | 1ª giornata | 1ª giornata         |
| ------------------- | ----------- | ------------------- |
| Verona              | 2 - 4       | Castelli Montecchio |
| 2ª giornata         |             |                     |
| Thiene              | 5 - 2       | Verona              |
| 3ª giornata         |             |                     |
| Castelli Montecchio | 11 - 4      | Thiene              |

#### Triangolare 8
| Squadra          | P.ti | G | V | N | P | GF | GS | DR |
| ---------------- | ---- | - | - | - | - | -- | -- | -- |
| Kaos             | 6    | 2 | 2 | 0 | 0 | 10 | 5  | +5 |
| Bologna FF       | 3    | 2 | 1 | 0 | 1 | 10 | 9  | +1 |
| Real Casalgrande | 0    | 2 | 0 | 0 | 2 | 7  | 13 | -6 |

| Squadra 1        | Risultato   | Squadra 2        |
| 1ª giornata      | 1ª giornata | 1ª giornata      |
| ---------------- | ----------- | ---------------- |
| Real Casalgrande | 5 - 7       | Bologna FF       |
| 2ª giornata      |             |                  |
| Kaos             | 6 - 2       | Real Casalgrande |
| 3ª giornata      |             |                  |
| Bologna FF       | 3 - 4       | Kaos             |

#### Triangolare 11
| Squadra       | P.ti | G | V | N | P | GF | GS | DR |
| ------------- | ---- | - | - | - | - | -- | -- | -- |
| Coar Orvieto  | 4    | 2 | 1 | 1 | 0 | 8  | 3  | +5 |
| Magione       | 4    | 2 | 1 | 1 | 0 | 6  | 4  | +2 |
| Montecastelli | 0    | 2 | 0 | 0 | 2 | 1  | 8  | -7 |

| Squadra 1     | Risultato   | Squadra 2     |
| 1ª giornata   | 1ª giornata | 1ª giornata   |
| ------------- | ----------- | ------------- |
| Montecastelli | 1 - 3       | Magione       |
| 2ª giornata   |             |               |
| Coar Orvieto  | 5 - 0       | Montecastelli |
| 3ª giornata   |             |               |
| Magione       | 3 - 3       | Coar Orvieto  |

#### Triangolare 13
| Squadra        | P.ti | G | V | N | P | GF | GS | DR |
| -------------- | ---- | - | - | - | - | -- | -- | -- |
| CUS Ancona     | 6    | 2 | 2 | 0 | 0 | 10 | 3  | +7 |
| Vigor Fabriano | 3    | 2 | 1 | 0 | 1 | 5  | 6  | -1 |
| Castelbellino  | 0    | 2 | 0 | 0 | 2 | 1  | 7  | -6 |

| Squadra 1      | Risultato   | Squadra 2      |
| 1ª giornata    | 1ª giornata | 1ª giornata    |
| -------------- | ----------- | -------------- |
| CUS Ancona     | 4 - 1       | Castelbellino  |
| 2ª giornata    |             |                |
| Castelbellino  | 0 - 3       | Vigor Fabriano |
| 3ª giornata    |             |                |
| Vigor Fabriano | 2 - 6       | CUS Ancona     |

#### Triangolare 18
| Squadra           | P.ti | G | V | N | P | GF | GS | DR |
| ----------------- | ---- | - | - | - | - | -- | -- | -- |
| Tor Vergata       | 3    | 1 | 1 | 0 | 0 | 5  | 4  | +1 |
| Aurelia Nordovest | 3    | 1 | 1 | 0 | 0 | 3  | 2  | +1 |
| Ciampino          | 0    | 2 | 0 | 0 | 2 | 6  | 8  | -2 |

| Squadra 1         | Risultato   | Squadra 2         |
| 1ª giornata       | 1ª giornata | 1ª giornata       |
| ----------------- | ----------- | ----------------- |
| Aurelia Nordovest | 3 - 2       | Ciampino          |
| 2ª giornata       |             |                   |
| Ciampino          | 4 - 5       | Tor Vergata       |
| 3ª giornata       |             |                   |
| Tor Vergata       | ? - ?       | Aurelia Nordovest |

#### Triangolare 20
| Squadra    | P.ti | G | V | N | P | GF | GS | DR |
| ---------- | ---- | - | - | - | - | -- | -- | -- |
| Palestrina | 3    | 1 | 1 | 0 | 0 | 6  | 3  | +3 |
| Ceccano    | 3    | 1 | 1 | 0 | 0 | 4  | 1  | +3 |
| Latina     | 0    | 2 | 0 | 0 | 2 | 4  | 10 | -6 |

| Squadra 1   | Risultato   | Squadra 2   |
| 1ª giornata | 1ª giornata | 1ª giornata |
| ----------- | ----------- | ----------- |
| Palestrina  | 6 - 3       | Latina      |
| 2ª giornata |             |             |
| Latina      | 1 - 4       | Ceccano     |
| 3ª giornata |             |             |
| Ceccano     | ? - ?       | Palestrina  |

#### Triangolare 22
| Squadra    | P.ti | G | V | N | P | GF | GS | DR |
| ---------- | ---- | - | - | - | - | -- | -- | -- |
| Pianura    | 6    | 2 | 2 | 0 | 0 | 5  | 2  | +3 |
| Marigliano | 3    | 2 | 1 | 0 | 1 | 11 | 8  | +3 |
| Forio      | 0    | 2 | 0 | 0 | 2 | 5  | 11 | -6 |

| Squadra 1   | Risultato   | Squadra 2   |
| 1ª giornata | 1ª giornata | 1ª giornata |
| ----------- | ----------- | ----------- |
| RMA Pianura | 3 - 2       | Marigliano  |
| 2ª giornata |             |             |
| Marigliano  | 9 - 5       | Forio       |
| 3ª giornata |             |             |
| Forio       | 0 - 2       | RMA Pianura |

#### Triangolare 26
| Squadra     | P.ti | G | V | N | P | GF | GS | DR |
| ----------- | ---- | - | - | - | - | -- | -- | -- |
| Olimpiadi   | 4    | 2 | 1 | 1 | 0 | 10 | 5  | +5 |
| Manfredonia | 3    | 2 | 1 | 0 | 1 | 13 | 9  | +4 |
| Barletta    | 1    | 2 | 0 | 1 | 1 | 7  | 16 | -9 |

| Squadra 1   | Risultato   | Squadra 2   |
| 1ª giornata | 1ª giornata | 1ª giornata |
| ----------- | ----------- | ----------- |
| Barletta    | 4 - 4       | Olimpiadi   |
| 2ª giornata |             |             |
| Manfredonia | 12 - 3      | Barletta    |
| 3ª giornata |             |             |
| Olimpiadi   | 6 - 1       | Manfredonia |

#### Triangolare 28
| Squadra            | P.ti | G | V | N | P | GF | GS | DR |
| ------------------ | ---- | - | - | - | - | -- | -- | -- |
| Polignano          | 4    | 2 | 1 | 1 | 0 | 8  | 6  | +2 |
| Azzurri Conversano | 3    | 2 | 1 | 0 | 1 | 7  | 8  | -1 |
| Real Polignano     | 1    | 2 | 0 | 1 | 1 | 6  | 7  | -1 |

| Squadra 1          | Risultato   | Squadra 2          |
| 1ª giornata        | 1ª giornata | 1ª giornata        |
| ------------------ | ----------- | ------------------ |
| Real Polignano     | 3 - 3       | Polignano          |
| 2ª giornata        |             |                    |
| Azzurri Conversano | 4 - 3       | Real Polignano     |
| 3ª giornata        |             |                    |
| Polignano          | 5 - 3       | Azzurri Conversano |

#### Triangolare 4
| Squadra         | P.ti | G | V | N | P | GF | GS | DR |
| --------------- | ---- | - | - | - | - | -- | -- | -- |
| Toniolo Milano  | 4    | 2 | 1 | 1 | 0 | 8  | 4  | +4 |
| Valprint Milano | 3    | 2 | 1 | 0 | 1 | 4  | 6  | -2 |
| Domus Bresso    | 1    | 2 | 0 | 1 | 1 | 2  | 4  | -2 |

| Squadra 1       | Risultato   | Squadra 2       |
| 1ª giornata     | 1ª giornata | 1ª giornata     |
| --------------- | ----------- | --------------- |
| Domus Bresso    | 2 - 2       | Toniolo Milano  |
| 2ª giornata     |             |                 |
| Valprint Milano | 2 - 0       | Domus Bresso    |
| 3ª giornata     |             |                 |
| Toniolo Milano  | 6 - 2       | Valprint Milano |

#### Triangolare 7
| Squadra        | P.ti | G | V | N | P | GF | GS | DR |
| -------------- | ---- | - | - | - | - | -- | -- | -- |
| Sedico         | 6    | 2 | 2 | 0 | 0 | 12 | 6  | +6 |
| Gruppo Fassina | 3    | 2 | 1 | 0 | 1 | 11 | 9  | +2 |
| Petrarca       | 0    | 2 | 0 | 0 | 2 | 3  | 11 | -8 |

| Squadra 1      | Risultato   | Squadra 2      |
| 1ª giornata    | 1ª giornata | 1ª giornata    |
| -------------- | ----------- | -------------- |
| Sedico         | 7 - 5       | Gruppo Fassina |
| 2ª giornata    |             |                |
| Gruppo Fassina | 6 - 2       | Petrarca       |
| 3ª giornata    |             |                |
| Petrarca       | 1 - 5       | Sedico         |

#### Triangolare 9
| Squadra       | P.ti | G | V | N | P | GF | GS | DR |
| ------------- | ---- | - | - | - | - | -- | -- | -- |
| Isolotto      | 6    | 2 | 2 | 0 | 0 | 7  | 5  | +2 |
| Toscana Sport | 3    | 2 | 1 | 0 | 1 | 8  | 6  | +2 |
| Valdera       | 0    | 2 | 0 | 0 | 2 | 6  | 10 | -4 |

| Squadra 1     | Risultato   | Squadra 2     |
| 1ª giornata   | 1ª giornata | 1ª giornata   |
| ------------- | ----------- | ------------- |
| Isolotto      | 3 - 2       | Toscana Sport |
| 2ª giornata   |             |               |
| Toscana Sport | 6 - 3       | Valdera       |
| 3ª giornata   |             |               |
| Valdera       | 3 - 4       | Isolotto      |

#### Triangolare 12
| Squadra       | P.ti | G | V | N | P | GF | GS | DR |
| ------------- | ---- | - | - | - | - | -- | -- | -- |
| Palextra Fano | 4    | 2 | 1 | 1 | 0 | 10 | 6  | +4 |
| Derby Forlì   | 4    | 2 | 1 | 1 | 0 | 8  | 5  | +3 |
| Forlì         | 0    | 2 | 0 | 0 | 2 | 3  | 10 | -7 |

| Squadra 1     | Risultato   | Squadra 2     |
| 1ª giornata   | 1ª giornata | 1ª giornata   |
| ------------- | ----------- | ------------- |
| Forlì         | 1 - 4       | Derby Forlì   |
| 2ª giornata   |             |               |
| Palextra Fano | 6 - 2       | Forlì         |
| 3ª giornata   |             |               |
| Derby Forlì   | 4 - 4       | Palextra Fano |

#### Triangolare 15
| Squadra    | P.ti | G | V | N | P | GF | GS | DR |
| ---------- | ---- | - | - | - | - | -- | -- | -- |
| Marina CSA | 6    | 2 | 2 | 0 | 0 | 10 | 6  | +4 |
| Pescara    | 3    | 2 | 1 | 0 | 1 | 8  | 8  | 0  |
| Angolana   | 0    | 2 | 0 | 0 | 2 | 8  | 12 | -4 |

| Squadra 1         | Risultato   | Squadra 2         |
| 1ª giornata       | 1ª giornata | 1ª giornata       |
| ----------------- | ----------- | ----------------- |
| Marina CSA        | 4 - 2       | Pescara           |
| 2ª giornata       |             |                   |
| Pescara           | 6 - 4       | Angolana Gigiotto |
| 3ª giornata       |             |                   |
| Angolana Gigiotto | 4 - 6       | Marina CSA        |

#### Triangolare 19
| Squadra  | P.ti | G | V | N | P | GF | GS | DR |
| -------- | ---- | - | - | - | - | -- | -- | -- |
| Pomezia  | 6    | 2 | 2 | 0 | 0 | 9  | 6  | +3 |
| Velletri | 3    | 2 | 1 | 0 | 1 | 11 | 7  | +4 |
| Albano   | 0    | 2 | 0 | 0 | 2 | 2  | 9  | -7 |

| Squadra 1   | Risultato   | Squadra 2   |
| 1ª giornata | 1ª giornata | 1ª giornata |
| ----------- | ----------- | ----------- |
| Pomezia     | 3 - 1       | Albano      |
| 2ª giornata |             |             |
| Albano      | 1 - 6       | Velletri    |
| 3ª giornata |             |             |
| Velletri    | 5 - 6       | Pomezia     |

#### Triangolare 21
| Squadra       | P.ti | G | V | N | P | GF | GS | DR |
| ------------- | ---- | - | - | - | - | -- | -- | -- |
| Afragola      | 4    | 2 | 1 | 1 | 0 | 7  | 3  | +4 |
| Casagiove     | 4    | 2 | 1 | 1 | 0 | 4  | 3  | +1 |
| Camilla Cales | 0    | 2 | 0 | 0 | 2 | 2  | 7  | -5 |

| Squadra 1     | Risultato   | Squadra 2     |
| 1ª giornata   | 1ª giornata | 1ª giornata   |
| ------------- | ----------- | ------------- |
| Camilla Cales | 1 - 2       | Casagiove     |
| 2ª giornata   |             |               |
| Afragola      | 5 - 1       | Camilla Cales |
| 3ª giornata   |             |               |
| Casagiove     | 2 - 2       | Afragola      |

#### Triangolare 25
| Squadra     | P.ti | G | V | N | P | GF | GS | DR |
| ----------- | ---- | - | - | - | - | -- | -- | -- |
| Termoli     | 6    | 2 | 2 | 0 | 0 | 9  | 2  | +7 |
| Vis Isernia | 3    | 2 | 1 | 0 | 1 | 7  | 7  | 0  |
| Vasto       | 0    | 2 | 0 | 0 | 2 | 4  | 11 | -7 |

| Squadra 1   | Risultato   | Squadra 2   |
| 1ª giornata | 1ª giornata | 1ª giornata |
| ----------- | ----------- | ----------- |
| Termoli     | 5 - 1       | Vasto       |
| 2ª giornata |             |             |
| Vasto       | 3 - 6       | Vis Isernia |
| 3ª giornata |             |             |
| Vis Isernia | 1 - 4       | Termoli     |

#### Triangolare 27
| Squadra       | P.ti | G | V | N | P | GF | GS | DR |
| ------------- | ---- | - | - | - | - | -- | -- | -- |
| Modugno       | 6    | 2 | 2 | 0 | 0 | 9  | 3  | +6 |
| Giovinazzo    | 3    | 2 | 1 | 0 | 1 | 4  | 8  | -4 |
| Ruvo Calcetto | 0    | 2 | 0 | 0 | 2 | 4  | 6  | -2 |

| Squadra 1     | Risultato   | Squadra 2     |
| 1ª giornata   | 1ª giornata | 1ª giornata   |
| ------------- | ----------- | ------------- |
| Giovinazzo    | 1 - 6       | Modugno       |
| 2ª giornata   |             |               |
| Ruvo Calcetto | 2 - 3       | Giovinazzo    |
| 3ª giornata   |             |               |
| Modugno       | 3 - 2       | Ruvo Calcetto |

#### Triangolare 32
| Squadra   | P.ti | G | V | N | P | GF | GS | DR |
| --------- | ---- | - | - | - | - | -- | -- | -- |
| Puntese   | 4    | 2 | 1 | 1 | 0 | 9  | 3  | +6 |
| Regalbuto | 3    | 2 | 1 | 0 | 1 | 3  | 8  | -5 |
| Mazarese  | 1    | 2 | 0 | 1 | 1 | 3  | 4  | -1 |

| Squadra 1         | Risultato   | Squadra 2         |
| 1ª giornata       | 1ª giornata | 1ª giornata       |
| ----------------- | ----------- | ----------------- |
| Regalbuto         | 2 - 1       | Sporting Mazarese |
| 2ª giornata       |             |                   |
| Sporting Mazarese | 2 - 2       | Puntese           |
| 3ª giornata       |             |                   |
| Puntese           | 7 - 1       | Regalbuto         |

### Accoppiamenti
Gli incontri di andata si sono disputati il 19 settembre, quelli di ritorno il 3 ottobre 2006 a campi invertiti.
| Squadra 1            | Totale | Squadra 2        | Andata | Ritorno |
| -------------------- | ------ | ---------------- | ------ | ------- |
| Ciriè                | 13-8   | Bassotti         | 4-4    | 9-4     |
| Interfive Vigevano   | 8-7    | Brianza          | 3-5    | 5-2     |
| Lecco                | 7-4    | Bergamo          | 4-2    | 3-2     |
| Poggibonsese         | 6-9    | Atlante Grosseto | 4-4    | 2-5     |
| Civitanova           | ?-?    | Miracolo Piceno  | 1-4    | ?-?     |
| CUS Teramo           | 5-11   | Pro Calcetto     | 3-8    | 2-3     |
| Civitavecchia        | 11-4   | Assemini         | 8-0    | 3-4     |
| Santa Maria          | 7-15   | Gragnano         | 5-6    | 2-9     |
| Azzurra Sant'Alfonso | 6-10   | Castellamare     | 2-4    | 4-6     |
| Martina              | 15-13  | Invicta Potenza  | 8-7    | 7-6     |
| Atletico Catanzaro   | 7-9    | Catanzaro        | 3-4    | 4-5     |
| Licogest Vibo        | 1-23   | Real Reggio      | 1-5    | 0-18    |

## Sedicesimi di finale
Gli incontri di andata si sono disputati il 24 ottobre, quelli di ritorno il 7 novembre 2006 a campi invertiti.
| Squadra 1          | Totale | Squadra 2        | Andata | Ritorno       |
| ------------------ | ------ | ---------------- | ------ | ------------- |
| Ciriè              | 17-8   | San Lorenzo DC   | 13-5   | 4-3           |
| Interfive Vigevano | 7-11   | Toniolo Milano   | 5-2    | 2-9           |
| Lecco              | 8-14   | Montecchio       | 3-3    | 5-11          |
| Kaos               | 12-3   | Sedico           | 5-1    | 7-2           |
| Isolotto           | 3-12   | Atlante Grosseto | 1-5    | 2-7           |
| Palextra Fano      | 5-6    | Coar Orvieto     | 3-4    | 2-2 (dts)     |
| CUS Ancona         | 6-15   | Miracolo Piceno  | 4-6    | 2-9           |
| Marina CSA         | 14-9   | Pro Calcetto     | 6-4    | 8-5           |
| Tor Vergata        | 11-4   | Civitavecchia    | 6-2    | 5-2           |
| Pomezia            | 9-5    | Palestrina       | 7-5    | 2-0           |
| Pianura            | 5-4    | Afragola         | 2-2    | 3-2 (dts)     |
| Gragnano           | 12-8   | Castellamare     | 7-4    | 5-4           |
| Termoli            | 4-4    | Olimpiadi        | 2-4    | 2-0 (6-3 dcr) |
| Polignano          | 9-10   | Modugno          | 0-4    | 9-6           |
| Catanzaro          | 2-11   | Martina          | 2-7    | 0-4           |
| Puntese            | 9-8    | Real Reggio      | 5-2    | 4-6           |

## Ottavi di finale
Gli incontri di andata si sono disputati martedì 21 novembre, quelli di ritorno martedì 5 dicembre 2006 a campi invertiti.
| Squadra 1        | Totale | Squadra 2       | Andata | Ritorno |
| ---------------- | ------ | --------------- | ------ | ------- |
| Ciriè            | 11-4   | Toniolo Milano  | 6-1    | 5-3     |
| Montecchio       | 7-10   | Kaos            | 1-3    | 6-7     |
| Atlante Grosseto | 9-2    | Coar Orvieto    | 6-0    | 3-2     |
| Marina CSA       | 8-2    | Miracolo Piceno | 4-2    | 4-0     |
| Tor Vergata      | 13-16  | Pomezia         | 3-9    | 10-7    |
| Gragnano         | 5-4    | Pianura         | 0-1    | 5-3     |
| Modugno          | 13-1   | Termoli         | 11-1   | 2-0     |
| Martina          | 5-12   | Puntese         | 5-6    | 0-6     |

## Quarti di finale
Gli incontri di andata si sono disputati martedì 19 e mercoledì 20 dicembre 2006, quelli di ritorno martedì 9 gennaio 2007 a campi invertiti.
| Squadra 1  | Totale | Squadra 2        | Andata | Ritorno |
| ---------- | ------ | ---------------- | ------ | ------- |
| Ciriè      | 6-10   | Kaos             | 5-6    | 1-4     |
| Marina CSA | 7-8    | Atlante Grosseto | 1-5    | 6-3     |
| Gragnano   | 10-5   | Pomezia          | 2-2    | 8-3     |
| Puntese    | 1-16   | Modugno          | 0-5    | 1-11    |

## Fase finale
La final four della manifestazione è stata organizzata dalla società Kaos Futsal e si è svolta dal 26 al 27 febbraio 2007 presso il PalaSavena di San Lazzaro di Savena. La manifestazione è stata vinta dal Città di Gragnano.

### Tabellone
|  | Semifinali       | Semifinali       | Semifinali |          |                  | Finale           | Finale | Finale |  |
|  |                  |                  |            |          |                  |                  |        |        |  |
|  | Atlante Grosseto | Atlante Grosseto | 2 (6)      |          |                  |                  |        |        |  |
|  | Atlante Grosseto | Atlante Grosseto | 2 (6)      |          |                  |                  |        |        |  |
|  | Modugno          | Modugno          | 2 (5)      |          |                  |                  |        |        |  |
|  | Modugno          | Modugno          | 2 (5)      |          | Atlante Grosseto | Atlante Grosseto | 0      |        |  |
|  |                  |                  |            |          | Atlante Grosseto | Atlante Grosseto | 0      |        |  |
|  |                  |                  | Gragnano   | Gragnano | 2                |                  |        |        |  |
|  | Kaos             | Kaos             | Gragnano   | Gragnano | 2                | 4                |        |        |  |
|  | Kaos             | Kaos             |            |          |                  |                  |        |        |  |
|  | Gragnano         | Gragnano         | 6 (dts)    |          |                  |                  |        |        |  |

### Semifinali
| Arbitri: | Marco Vocca (Battipaglia) Danilo Castellari (Imola) |

|                                          |                      |                                          |
| Setim 19’ Leandro 49'58'’                | Marcatori            | 16’ Rispoli 49'04'’ Cavalcante           |
| F. Fruzzetti Éder Leandro Martínez Setim | Tiri di rigore 4 – 3 | C. Schmitt Vera Rispoli Gumiero Scavassa |

| Arbitri: | Giacomo De Varti (Foggia) Rocco De Francesco (Bari) |

|                                             |           |                                                  |
| Tarnawski 17’ Carrozza 21’, 33’ Vignoli 39’ | Marcatori | 4’, 41’ A. Schmitt 35’, 36’, 37’ Faoro 49’ Mansi |

### Finale
| Arbitri: | Andrea Giada (Mestre) Stefano Lena (Treviso) |

| |            | |
| | Marcatori  | 15’ Faoro 21’ A. Schmitt |
| · Mirko Di Cesaro · ? Lisi · Gianni Rabai · Damiano Mantiloni · Gianni Fruzzetti · Leandro Dos Santos · Dario Strambaci · Thomas Martínez · Damiano Umalini · Éverton Setim · Federico Fruzzetti · Maykon Roratto | Formazioni | · Eugenio Cesarano · Ciro Ruggiero · Salvatore Santoro · Marco Palumbo · ? De Rosa · ? Avellino · Rodrigo Lorenzi Ross · ? Simon · Alan Schmitt · Sergio Mansi · Anderson Faoro · Salvatore Vitiello |
| Roberto Angioloni | Allenatori | Giuseppe De Angelis |